# Saint-Gilles-de-la-Neuville
Saint-Gilles-de-la-Neuville település Franciaországban, Seine-Maritime megyében. Lakosainak száma 659 fő (2022. január 1.). Saint-Gilles-de-la-Neuville Gommerville, Graimbouville, Parc-d’Anxtot, Saint-Jean-de-la-Neuville, Les Trois-Pierres és Virville községekkel határos.

## Népesség
A település népessége az elmúlt években az alábbi módon változott:
| Lakosok száma | 668  | 669  | 663  | 645  | 645  | 652  | 644  | 651  | 659  |
|               | 2013 | 2015 | 2016 | 2017 | 2018 | 2019 | 2020 | 2021 | 2022 |